# 盘龟台岩刻画
盤龜臺岩刻畫位于韩国蔚山广域市。这些史前岩画于1971年在蔚山广域市郊外的蔚州郡彥陽邑大谷里大谷川中流的岩壁被发现。岩画内容非常丰富有巨大的海洋动物、陆地动物和人类，寄托着原始人类对捕猎丰收的愿望。
1995年6月23日，蔚山大谷盤龜臺岩刻畫被指定为大韩民国第285号国宝。

## 图片

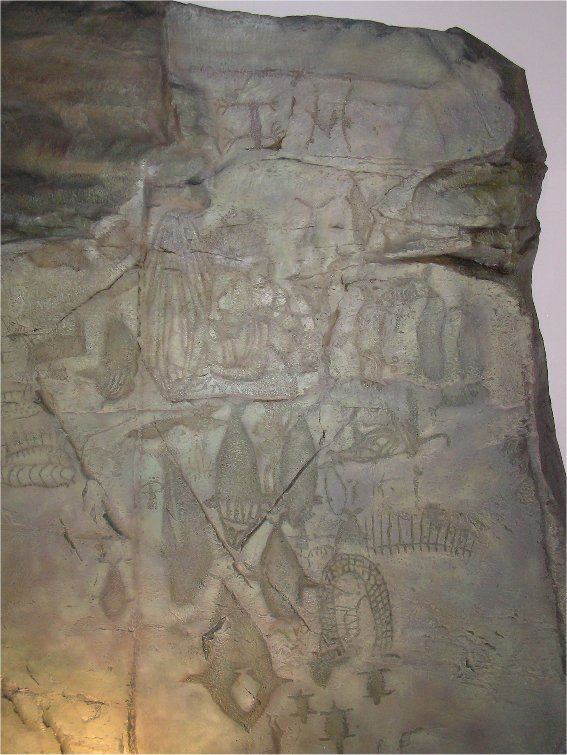
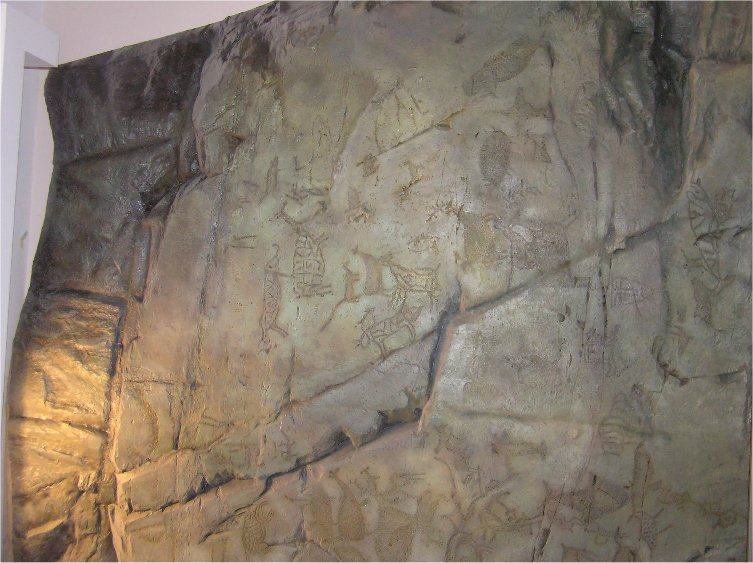
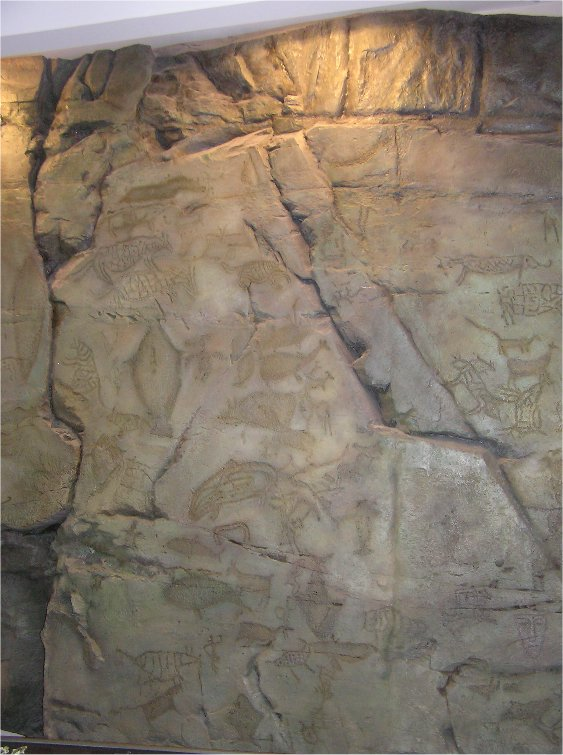

http://blog.daum.net/ulsanlike/11788545（页面存档备份，存于）